# 乔冠华
乔冠华（1913年3月28日—1983年9月22日），曾用笔名乔木、于怀，人称乔老爷。江苏盐城人，中华人民共和国政治家、外交家，清华大学哲学系毕业，德国图宾根大学哲学博士。1939年经廖承志等人介绍，加入中国共产党，中共第十届中央委员。曾任中华人民共和国外交部部长、中国人民对外友好协会顾问等职务。

## 生平
乔冠华出生於江蘇省盐城县庆丰镇东乔村，是幺子。母親在他很小的時候過世，因此他對父親續弦的事很不滿意。六歲入叔父辦的私塾。1923年，和幾個哥哥一起被父親送到鹽城縣城讀第二高等小學。1925年，畢業後考入鹽城淮美中學。時值北伐軍興，他參與反對教會學校，反對校長的風潮，被學校開除。之後轉到亭湖中學學習，又組織發動反對校長的運動，再次被開除。失學之後返回鄉下閙運動，印刷小報，因而和父親爆發衝突。後被送去淮安中學讀書，又因閙風潮被開除。
1929年，獨自到南京中南中學插班。夏，投考武漢大學和清華大學，北上到清華國文系就讀。1930年夏，轉至哲學系，受教於馮友蘭、金岳霖。參加驅逐羅家倫的運動。1933年，畢業後，受錢稻孫資助自費赴日留學，嘗試靠翻譯生活，并未出版任何譯著。1935年春，被驅逐出境，返回北京。因爲清華的關係到德国交換留學，在柏林補習德文。後南下至图宾根大学進修。1936年，返回柏林參加中共外圍組織。
中国抗日战争爆发后，乔冠华回到中国参与抗战，并主要從事新聞工作。期间，他曾在英屬香港以“乔木”笔名为《时事晚报》、《世界知识》等刊物撰写国际述评，获得一定影响，与胡乔木并称“南北二乔”。1939年，加入中国共产党。1941年，他曾出任香港《华商报》和《大众生活》编委的职务。1942年秋，乔冠华奉命到达重慶，负责主编党刊《群众周刊》；同时在周恩来的直接领导下，在《新華日報》主持《國際專欄》，并开始参加一些有关的外事工作。由此，乔冠华逐渐成为周恩来在外交事务上的得力助手。
抗战胜利后，乔冠华随周恩来赴上海，参加中共代表团工作，并创办英文版《新华周刊》。1946年底，他再次回到香港，并出任新华社香港分社的社长。
1949年10月中华人民共和国成立后，乔冠华历任外交部国际新闻局局长、政策委员会副主任，中央人民政府办公厅副主任，中国人民外交学会副会长，外交部亚洲司司长、部长助理等职务。1964年3月，任外交部副部长。1970年9月20日，夫人龚澎去世。1973年11月，与章含之结婚。1974年11月，乔冠华被任命为继周恩来、陈毅、姬鹏飞之后的第四任外交部长。
1950年10月，陪同中华人民共和国特派代表伍修权出席联合国安理会，控诉美国「对台湾的武装侵略」。1951年7月，担任中華人民共和国代表团团长李克农的主要顾问，参加板门店朝鲜停战谈判。1954年4月，随同周恩来总理出自在瑞士举行的日内瓦会议。1961年10月至1962年8月，陪同国务院副总理、外交部长陈毅出席第二次日内瓦会议。1969年3月，中華人民共和國和苏联发生珍宝岛武装冲突事件，乔冠华被任命为中苏谈判中華人民共和國代表团团长。
1971年11月15日，聯合國大會第2758號決議通过后，第一次率中国代表团出席第26届联合国大会并在大会上发表讲话，全面阐述了中華人民共和國的外交政策。他在会上放声大笑的画面成为历史经典，相关照片获得世界新闻摄影大奖、普利策新闻摄影奖（提名）。自此至1976年，均以中国代表团团长身份出席历届联合国大会。
1972年2月，美国总统尼克松访华时，负责与基辛格谈判，草拟《中美联合公报》。1972年9月，日本內閣總理大臣田中角荣访华期间，乔冠华参加了中日谈判和两国联合声明的起草工作。
在文化大革命初期，乔冠华受到冲击，与陈毅、姬鹏飞、黄华等人一起，被列为外交部的“打倒”对象。1973年，经毛泽东点名，乔冠华恢复了工作。复出后的乔冠华和“四人帮”走得很近，并且在此后的一系列讲话中，对周恩来的外交路线予以批判。
乔冠华心里一直十分内疚自责，利用一次见外宾的机会，对1973年底发生的对周恩来不公正的批评，当面向周恩来表示当时自己的发言是错误的，对不起总理，请他原谅。周恩来非常宽容地说：“那怎么能怪你呢？那是总的形势，大家都讲了嘛，你在我身边工作几十年，又管美国这一摊，怎么能不讲呢？再说了，我也有失误，也不能说不能批评我，而且这不是你们能左右的事情。”虽然如此，但是仍然有传闻说，周恩来妻子邓颖超晚年时都一直不能原谅乔冠华的行为。接替乔冠华任外长的黄华，对乔冠华的评价也一直不高。
1976年12月，“四人帮”倒台后不久，乔冠华就被宣布隔离审查。李先念在接见回国接替乔冠华任外长的黄华时，指了指自己耳朵上面，形容乔冠华是“陷入四人帮的泥潭，已经没到了这里了”。1982年12月，在王震的过问下，乔冠华重获人身自由，在中国人民对外友好协会挂任「顾问」职衔。1983年9月22日上午10时40分，乔冠华因为癌症，在北京医院逝世，享年70岁。1985年4月5日，乔冠华的骨灰被安葬于苏州吴县太湖半岛东山藤湾湖沙村华侨公墓。
乔冠华病逝前，希望安葬于家乡江苏盐城建湖县。乔冠华去世后，其遗孀章含之到达盐城提出这一请求。江苏省委办公厅指示：“热情接待，但规格不要过高。”最终盐城方面不同意这一请求。苏州市吴县（现吴中区和相城区）不平此事，并欢迎章含之将乔冠华骨灰葬于太湖边、洞庭山上。后来盐城开发人文资产，便在苏州方面同意下将骨灰埋葬地迁回盐城。

## 著作
- 《乔冠华国际述评集》，重庆出版社1983年
- 《乔冠华文集》全四册，吉林人民出版社 / 2000

## 家庭
1943年，乔冠华与外交家龚澎结婚，两人育有一子乔宗淮，曾任外交部副部长，一女乔松都。1970年9月20日，龚澎病逝。在毛泽东的介绍下，于1973年11月与“北洋遗老”章士钊的养女章含之结婚。

### 引用
1. ↑  乔冠华 （页面存档备份，存于） 盐城政府网
2. ↑  李亚平. . 人民网-中国共产党新闻网. 2010-06-21  [2019-01-11]. （原始内容存档于2019年1月11日）.
3. ↑  . 北晚新视觉网.
4. ↑  https://www.worldpressphoto.org/collection/photo-contest/1972/mel-finkelstein-sn/1
5. ↑  LENNIE BENNETT. . 坦帕湾时报. 2008-08-17  [2024-03-10]. （原始内容存档于2024-03-03）.
6. ↑  . 中国经济网. 2018-10-25  [2021-01-23]. （原始内容存档于2021-01-30） （中文（中国大陆））.
7. ↑  乔冠华、章含之夫妇：倒向四人帮 向周恩来、邓小平夺权的失败经历 Archive.today的存檔，存档日期2013-04-25 多维新闻网
8. ↑  黄华. . 北京: 世界知识出版社. 2007: 201–202. ISBN 7-5012-3017-X.
9. ↑  . （原始内容存档于2019-12-14）.